# Stellerskuppe
Die Stellerskuppe ist mit 480,5 m ü. NHN der höchste Berg des Kirchheimer Berglands und gehört zum Landkreis Hersfeld-Rotenburg in Nordhessen, Deutschland.

## Geographische Lage
Die Stellerskuppe erhebt sich im nördlichen Teil des Kirchheimer Berglands im Dreieck zwischen Reckerode, westlich von Bad Hersfeld und südlich der Gemeinde Neuenstein.

## Ehemaliger Aussichtsturm

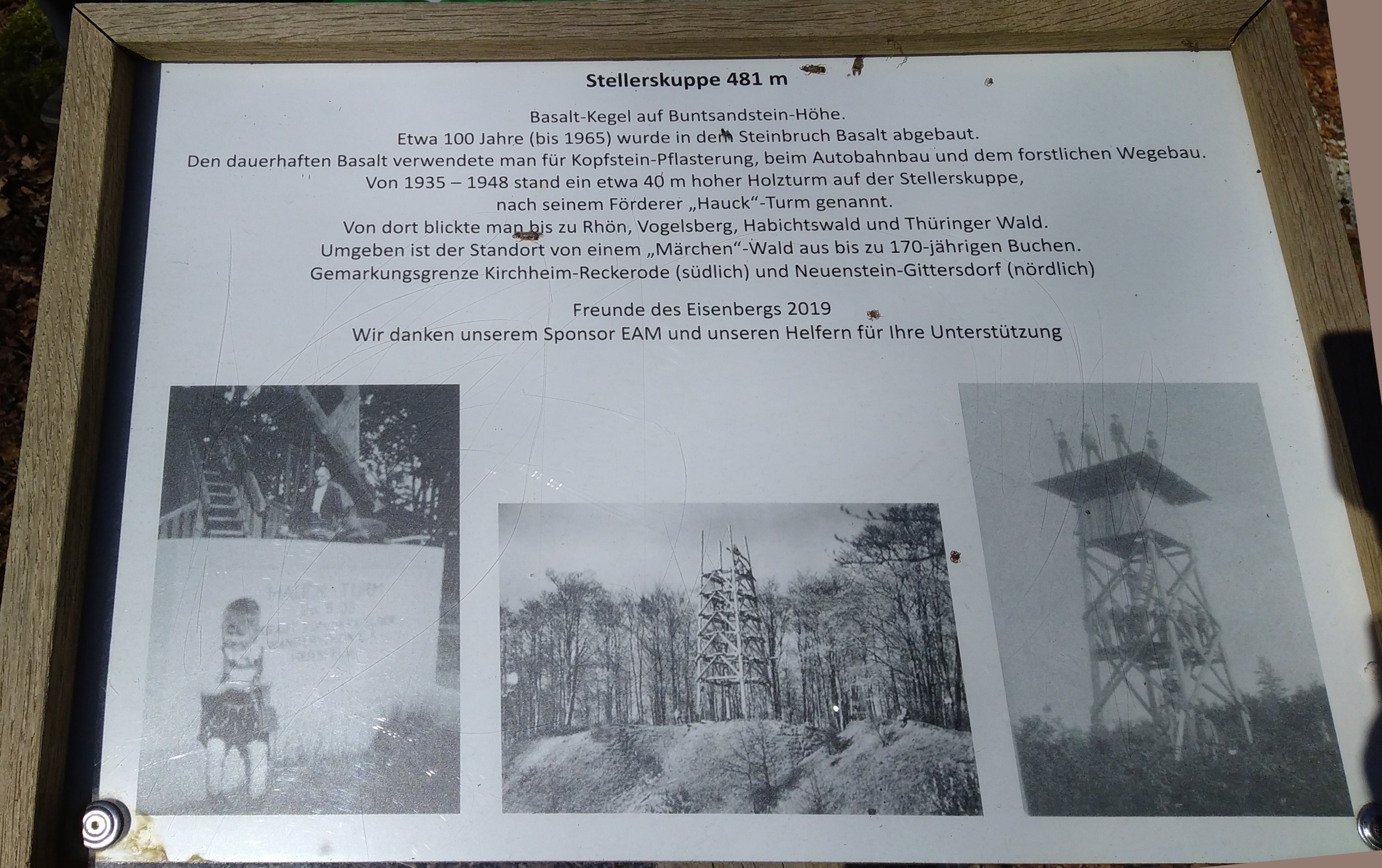
Aufnahme der Infotafel auf der Stellerskuppe im März 2020

Auf der Stellersgruppe befand sich früher ein Aussichtsturm aus Holz.

## Verkehr und Tourismus
Etwas westlich der höchsten Erhebung der Stellerskuppe verläuft die Bundesautobahn 7. Die Stellerskuppe ist damit neben dem Rimberg und dem Pommer eine der drei markantesten Steigungs- und Gefällstrecken des Osthessischen Berglandes auf der Strecke zwischen Gießen und Kassel.